# Rożnowice (województwo małopolskie)
Rożnowice (do 1948 Rozembark, następnie Rożanów) – wieś w Polsce, położona w województwie małopolskim, w powiecie gorlickim, w gminie Biecz.  Leży w dolinie potoku Sitniczanka i na wznoszących się nad nią wzgórzach Pogórza Ciężkowickiego.

## Integralne części wsi
| SIMC    | Nazwa        | Rodzaj    |
| ------- | ------------ | --------- |
| 0345153 | Babiniec     | część wsi |
| 0345160 | Grubka       | część wsi |
| 0345176 | Kąty         | część wsi |
| 0345182 | Łukowice     | część wsi |
| 0345199 | Łysa Góra    | część wsi |
| 0345207 | Maśluchowice | część wsi |
| 0345213 | Nagórze      | część wsi |
| 0345220 | Padoły       | część wsi |
| 0345236 | Piekło       | część wsi |
| 0345242 | Równie       | część wsi |
| 0345259 | Sikorówka    | część wsi |
| 0345265 | Stawiska     | część wsi |
| 0345271 | Wyręby       | część wsi |

Oprócz części wsi wymienianych w TERYT mieszkańcy wyróżniają jeszcze przysiółek Fortepian.

## Toponimia
Pierwotna nazwa osady wzmiankowana w źródłach jako Nemcyno odczytywana była jako Niemściło, Nemcyno, Niemcyno, a nawet Niemieścino. Osadnictwo niemieckie, które wraz z sąsiadującą wówczas na wschodzie Binarową utworzyło wówczas niewielką wyspę językową, przyczyniło się do wyparcia starszej słowiańskiej nazwy nową niemiecką – Rosenberg Różana Góra. Potem ta nazwa zmieniała się i nazywano je:
- 1388 – Rosinberg,
- 1390 – Rosernbarg,
- 1391 – Rozernberg,
- 1433 – Rozernbark,
- 1437 – Roszumbark,
- 1680 – Rozembark.

Nazwa ta została zmieniona na Rożnowice po II wojnie światowej, przez KUNM w 1947 roku. Był też krótki okres kiedy mówiono Różanowice.

## Historia
Pierwsza nazwa osady to Niemcyno, o czym świadczy wzmianka w 1354: Nemsyno, in qua hereditate locate sunt due villae, videlicet Rzepennyk et Rosumberk (Nemcyno, na obszarze którego są/powstały dwie wsie: Rzepiennik i Rozembark). Wspominane przez Jana Długosza w Liber beneficiorum dioecesis Cracoviensis kościół i parafia w Rozumberku, które wraz z miastem Biecz z okręgiem Wacław, król czeski i polski oddał biskupowi krakowskiemu Janowi Muskacie w zamian za wieś Kamienice nad Dunajcem (na obszarze którego powstał Nowy Sącz) już w roku 1303 w rzeczywistości dotyczyło właśnie Nemcyno. Rozembark, jako wieś na prawie niemieckim (magdeburskim), która zastąpiło Nemcyno, powstała na podstawie przywileju króla Kazimierza Wielkiego, który rozgraniczył własności królewskie od dóbr klasztoru tynieckiego, trzy lata wcześniej (1351) dla Jana z Biecza (w literaturze często błędnie odczytywany jako przywilej lokacyjny wsi Sietnica).
W latach 1975–1998 miejscowość administracyjnie należała do województwa krośnieńskiego.

## Zabytki
Obiekty wpisane do rejestru zabytków nieruchomych województwa małopolskiego.
- Kościół pw. św. Andrzeja Apostoła – położony w centrum wsi, na wzgórzu, zbudowany w latach 1756–1764. Obiekt drewniany, trójnawowy, konstrukcji zrębowej. Wewnątrz polichromia z II połowy XVIII w. Ozdobnie wygięta belka tęczowa[15]. Wyposażenie świątyni pochodzi głównie z XVIII i XIX wieku. 4 sierpnia 1992 r. od pioruna spłonęła wieża – dzwonnica, zabytkowe organy rokokowe oraz dach. Wieża została odbudowana w latach 2010–2011[a]. Kościół znajduje się na małopolskim Szlaku Architektury Drewnianej[16],
- zagroda nr 18, drewniana z 2 poł. XIX w., – przeniesiona do Muzeum Budownictwa Ludowego w Sanoku. W skład zagrody wchodzi: dom, stodoła, stajnia, chlew, piwnica.
- cmentarz wojenny nr 112 z I wojny światowej.

### Inne
- wiele kapliczek, najstarsza św. Jana Nempomucena, z 1745 roku.

## Budynki użyteczności publicznej
- zespół szkolno–przedszkolny i gimnazjum wybudowany w latach 1965–1966, rozbudowany na przełomie XX i XXI wieku,
- dom strażaka, w którym mieści się remiza OSP.

## Parafia
Parafia św. Andrzeja Apostoła, z murowanym kościołem pw. Matki Boskiej Fatimskiej należącej do dekanatu Biecz w diecezji rzeszowskiej. Do parafii tej należą jeszcze wierni z wsi: Racławice, Bugaj i Sitnica.

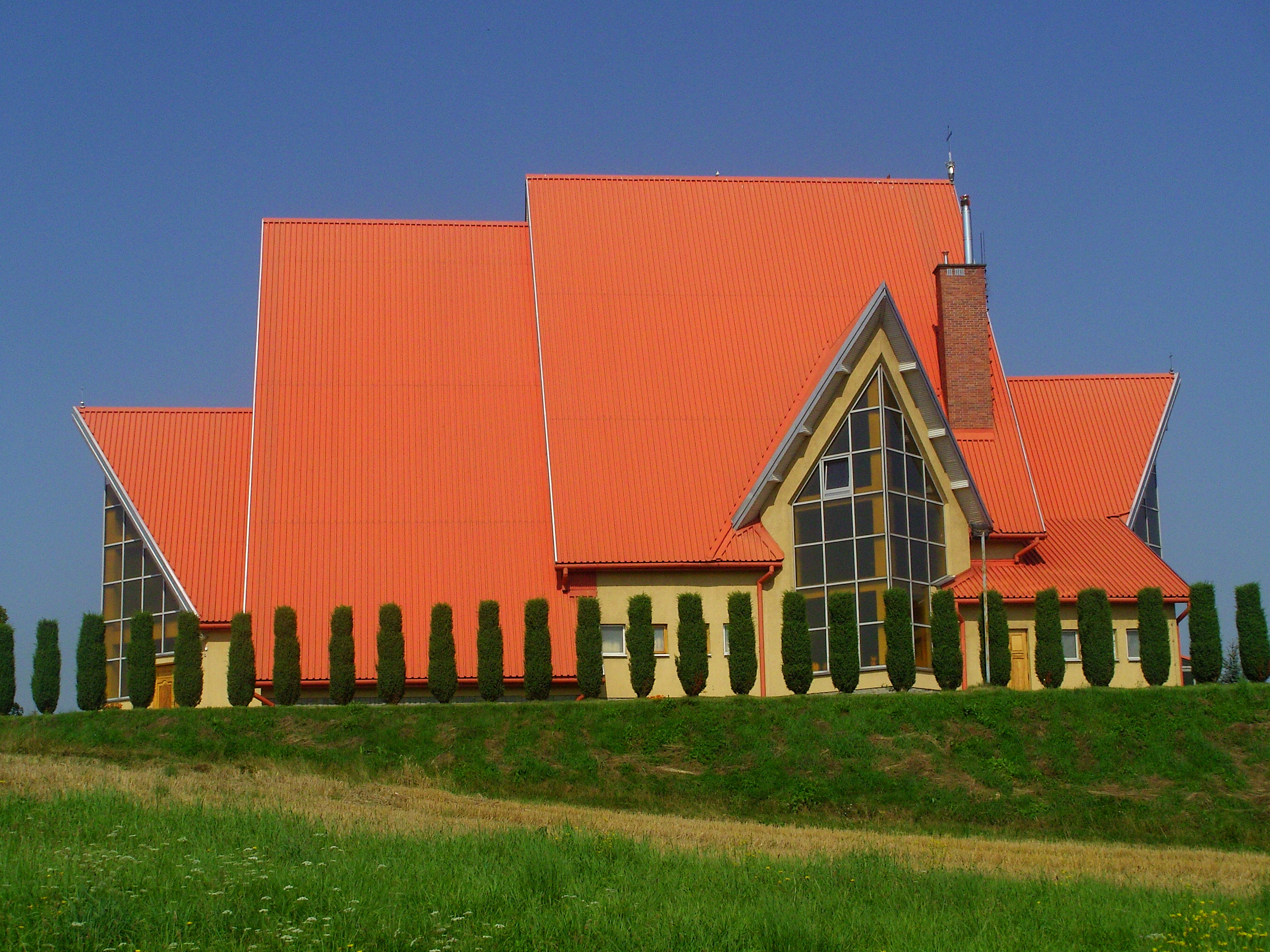
Kościół parafialny MB Fatimskiej
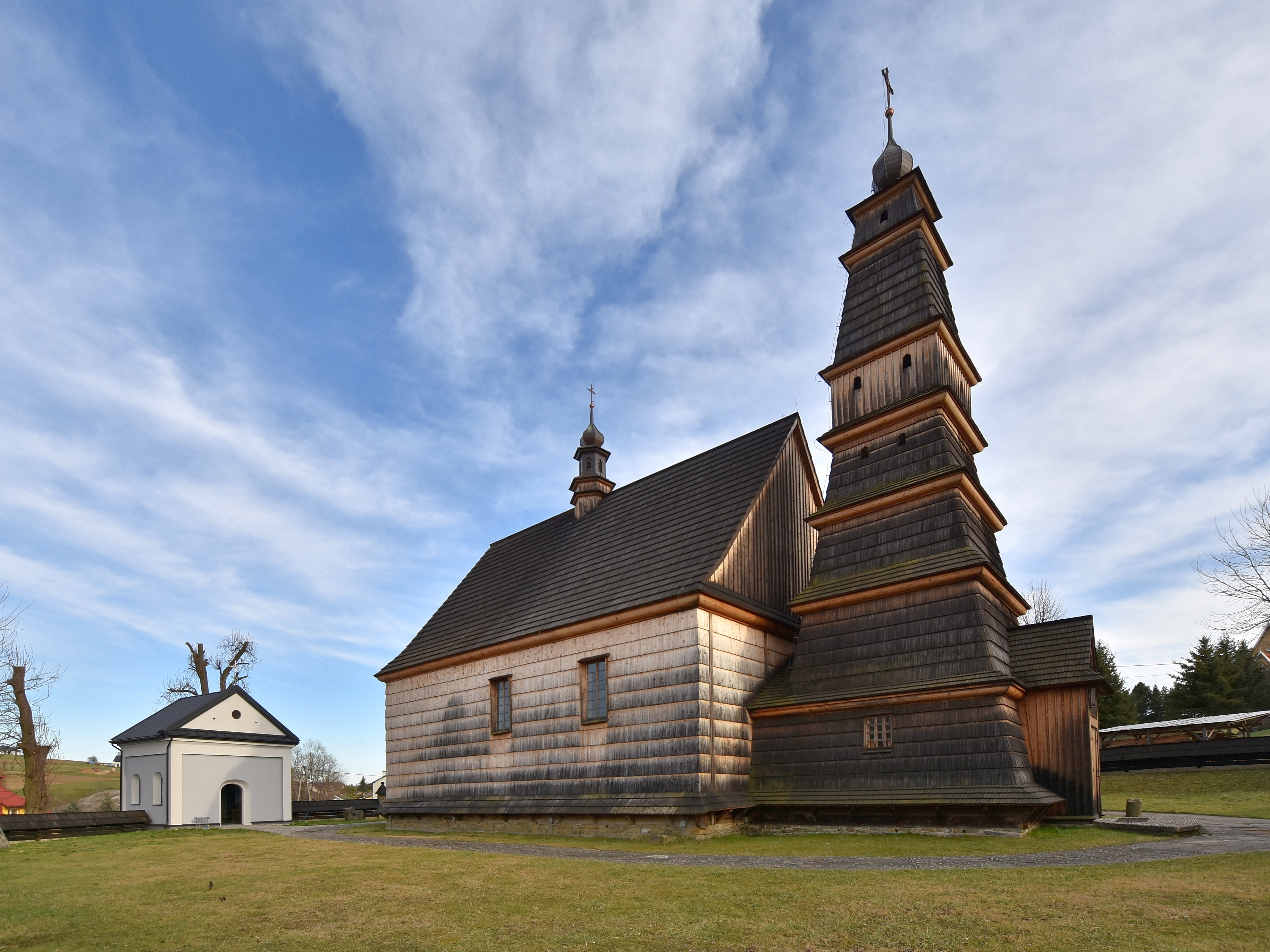
Zabytkowy kościół św. Andrzeja Ap.
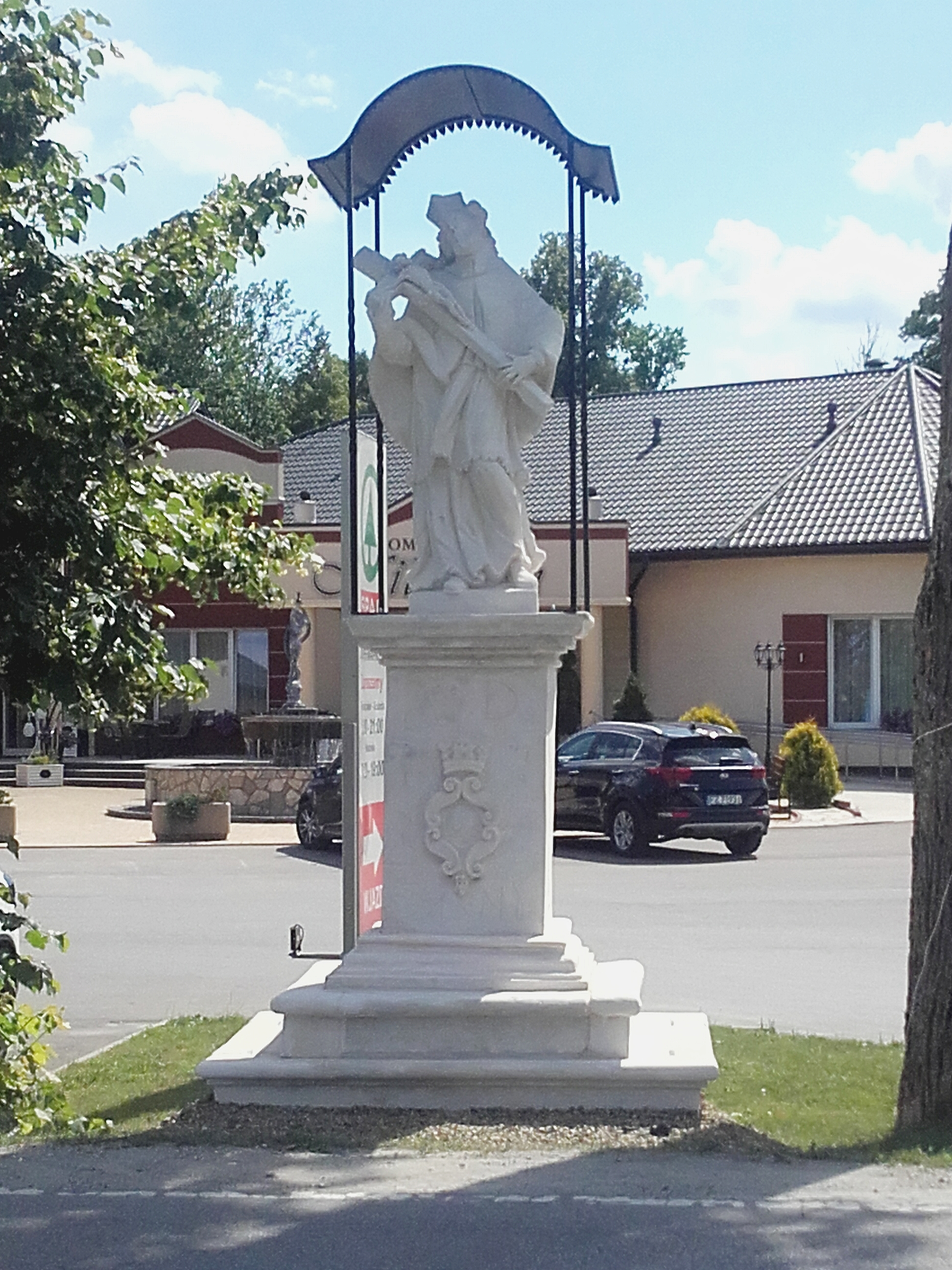
Kapliczka św. Jana Nepomucena
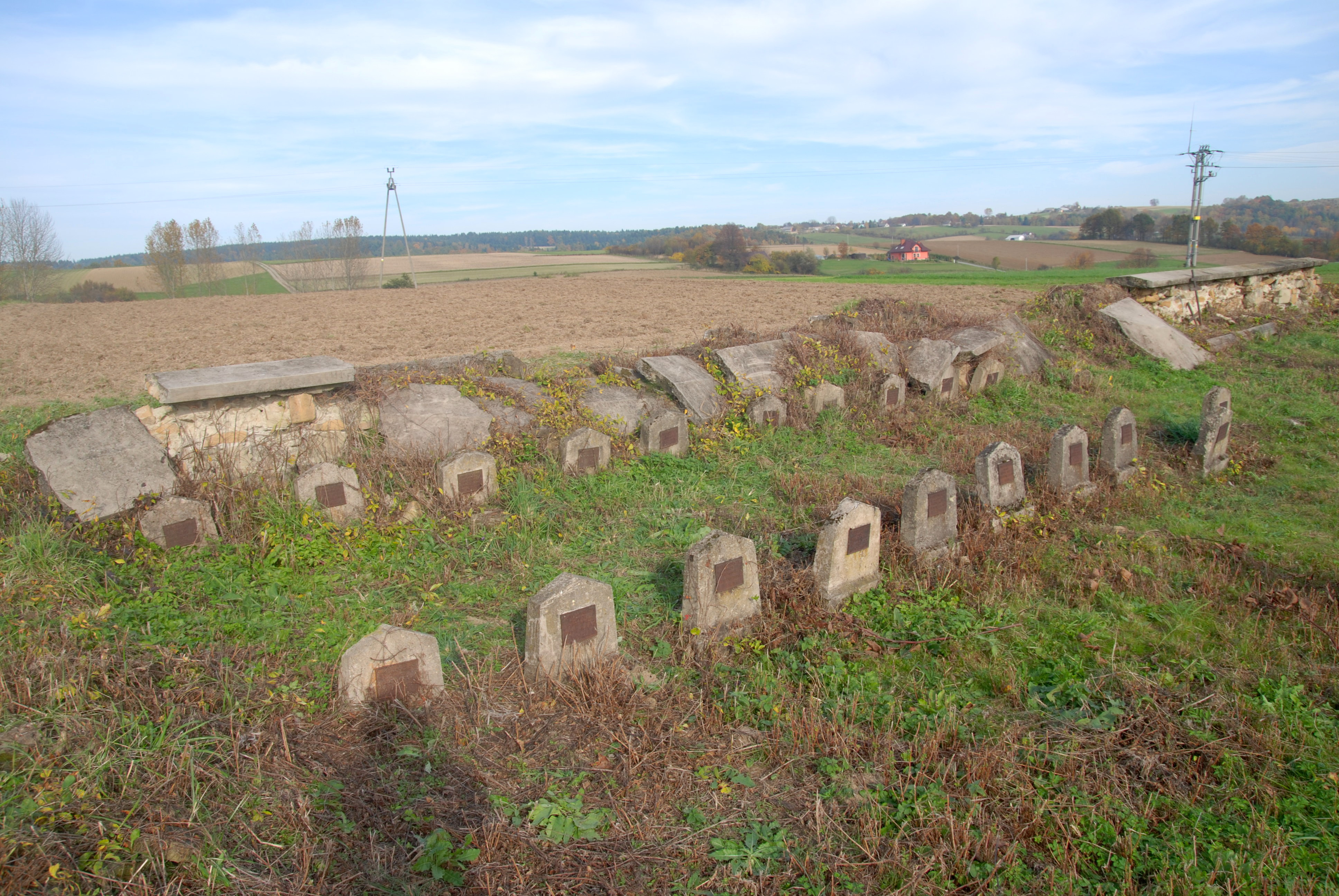
Cmentarz wojenny nr 112
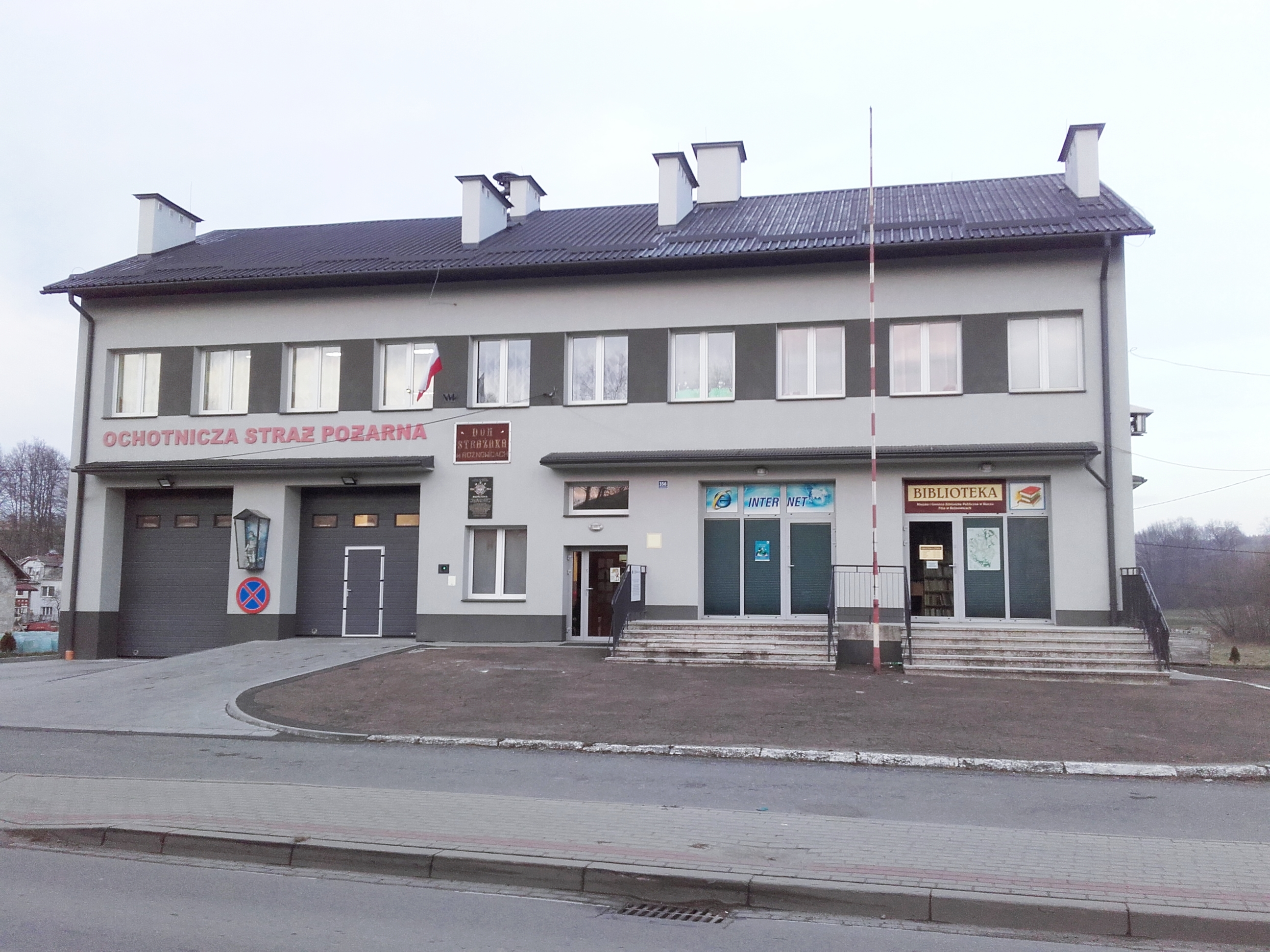
Budynek OSP, biblioteki i banku
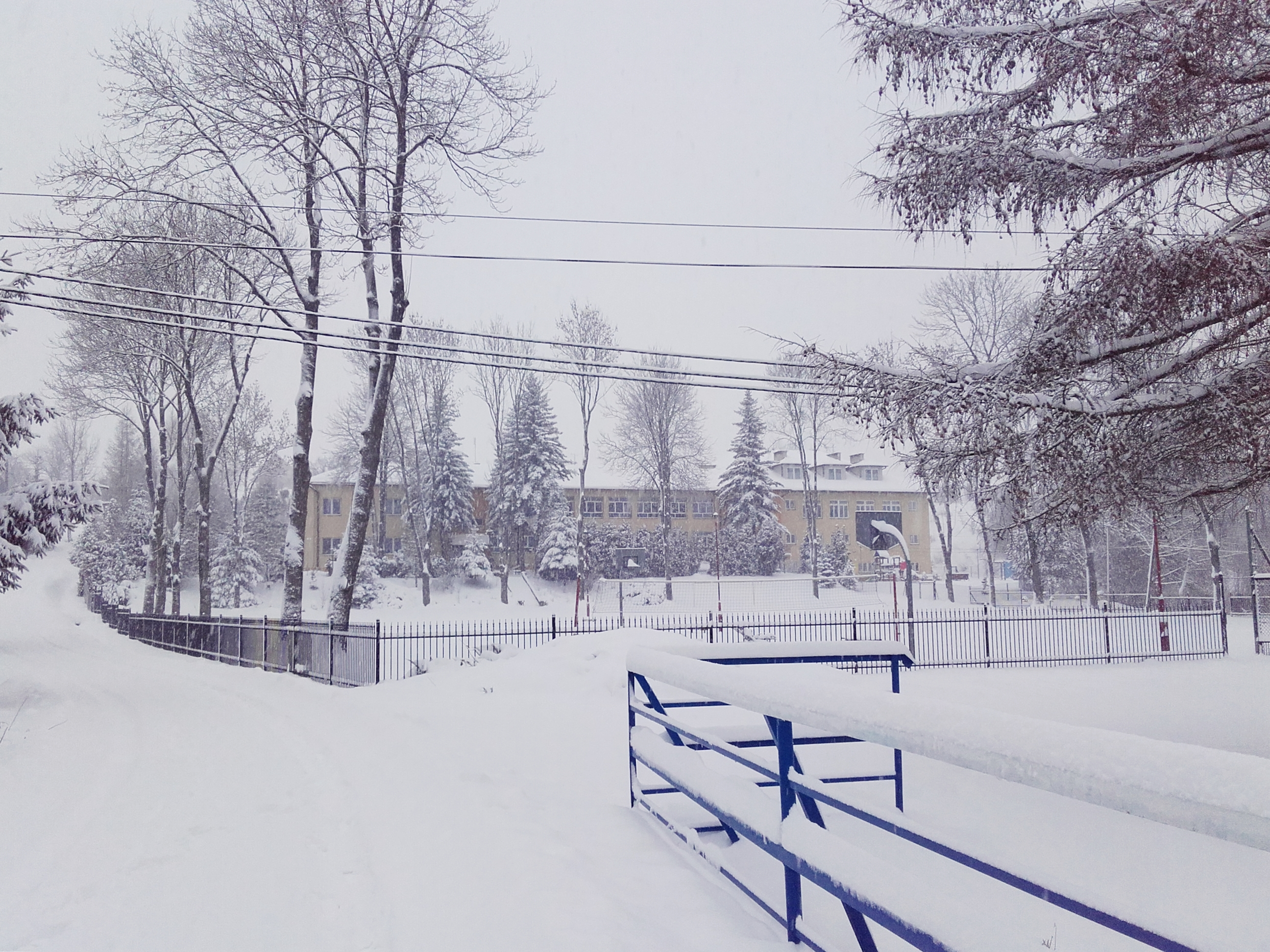
Budynek szkoły podstawowej